# Питтсбургский симфонический оркестр
Питтсбургский симфонический оркестр (англ. Pittsburgh Symphony Orchestra) — американский симфонический оркестр, базирующийся в Питтсбурге.
Был основан в 1895 году Фредериком Арчером, до этого работавшим в Бостоне и привёзшим оттуда с собой ряд музыкантов; под началом Арчера коллектив добился определённых успехов, но его первый руководитель вскоре потерял свой пост из-за растущего недовольства публики его нежеланием работать с местными исполнителями и композиторами. Оркестр просуществовал 15 лет и привлёк определённое внимание на американской сцене, — в частности, в качестве приглашённых дирижёров с ним выступили Эдуард Элгар и Рихард Штраус. Тем не менее по финансовым причинам в 1910 году оркестр был распущен и воссоздан лишь в 1926 году на полулюбительском уровне.
В 1937 году к проекту реорганизации оркестра был привлечён Отто Клемперер, а в следующем году его возглавил Фриц Райнер, выведший питтсбургский коллектив к существенным достижениям, закреплённым впоследствии под руководством Уильяма Стейнберга и Андре Превина. Вторая половина 2000-х годов прошла под знаком нового коллективного договора с оркестрантами, благодаря которому оркестр не имел единого художественного руководителя; этот период закончился с началом сезона 2008/2009 приглашением на пост главного дирижёра австрийца Манфреда Хонека.

## Главные дирижёры
- 1896—1898 — Фредерик Арчер
- 1898—1904 — Виктор Херберт
- 1904—1910 — Эмиль Паур
- 1910—1926 — оркестр распущен
- 1926—1930 — Элиас Брискин
- 1930—1937 — Антонио Модарелли
- 1937—1938 — Отто Клемперер
- 1938—1948 — Фриц Райнер
- 1948—1952 — Владимир Бакалейников
- 1952—1976 — Уильям Стайнберг
- 1976—1984 — Андре Превин
- 1988—1996 — Лорин Маазель
- 1996—2004 — Марис Янсонс
- 2004—2008 — без главного дирижёра
- с 2008 — Манфред Хонек